# Тюркгайм
Тюркгайм (нім. Türkheim) — громада в Німеччині, знаходиться в землі Баварія. Підпорядковується адміністративному округу Швабія. Входить до складу району Унтеральгой. Центр об'єднання громад Тюркгайм.
Площа — 23,52 км2. Населення становить 7353 ос. (станом на 31 грудня 2020).